# 20851 Ramachandran
20851 Ramachandran este un asteroid din centura principală de asteroizi.

## Descriere
20851 Ramachandran este un asteroid din centura principală de asteroizi. A fost descoperit pe 1 noiembrie 2000 la Socorro, New Mexico, în cadrul proiectului LINEAR. Asteroidul prezintă o orbită caracterizată de o semiaxă mare de 2,86 ua, o excentricitate de 0,10 și o înclinație de 0,8° în raport cu ecliptica.